# Sataspes
Genre
Le genre Sataspes regroupe des insectes lépidoptères de la famille des Sphingidae, de la sous-famille des Smerinthinae et de la tribu des Smerinthini.

## Distribution
Sud-ouest asiatique.

## Description
Ces papillons sont des imitateurs (morpho mimétisme) des abeilles du genre Xylocopa.

## Systématique
- Le genre Sataspes a été décrit par l’entomologiste Frederic Moore en 1858.
- L'espèce type est Sataspes infernalis - (Westwood, 1847)

### Synonymie
- Myodezia Boisduval

### Taxinomie
Liste des espèces
- Sataspes cerberus - G Semper, 1896
- Sataspes infernalis - (Westwood, 1847) Espèce type
- Sataspes javanica - Roepke, 1941
- Sataspes leyteana - Brechlin & Kitching, 2009
- Sataspes negrosiana - Brechlin & Kitching, 2009
- Sataspes ribbei - Rober, 1885
- Sataspes scotti - Jordan, 1926
- Sataspes tagalica - Boisduval, 1875
- Sataspes xylocoparis - Butler, 1875

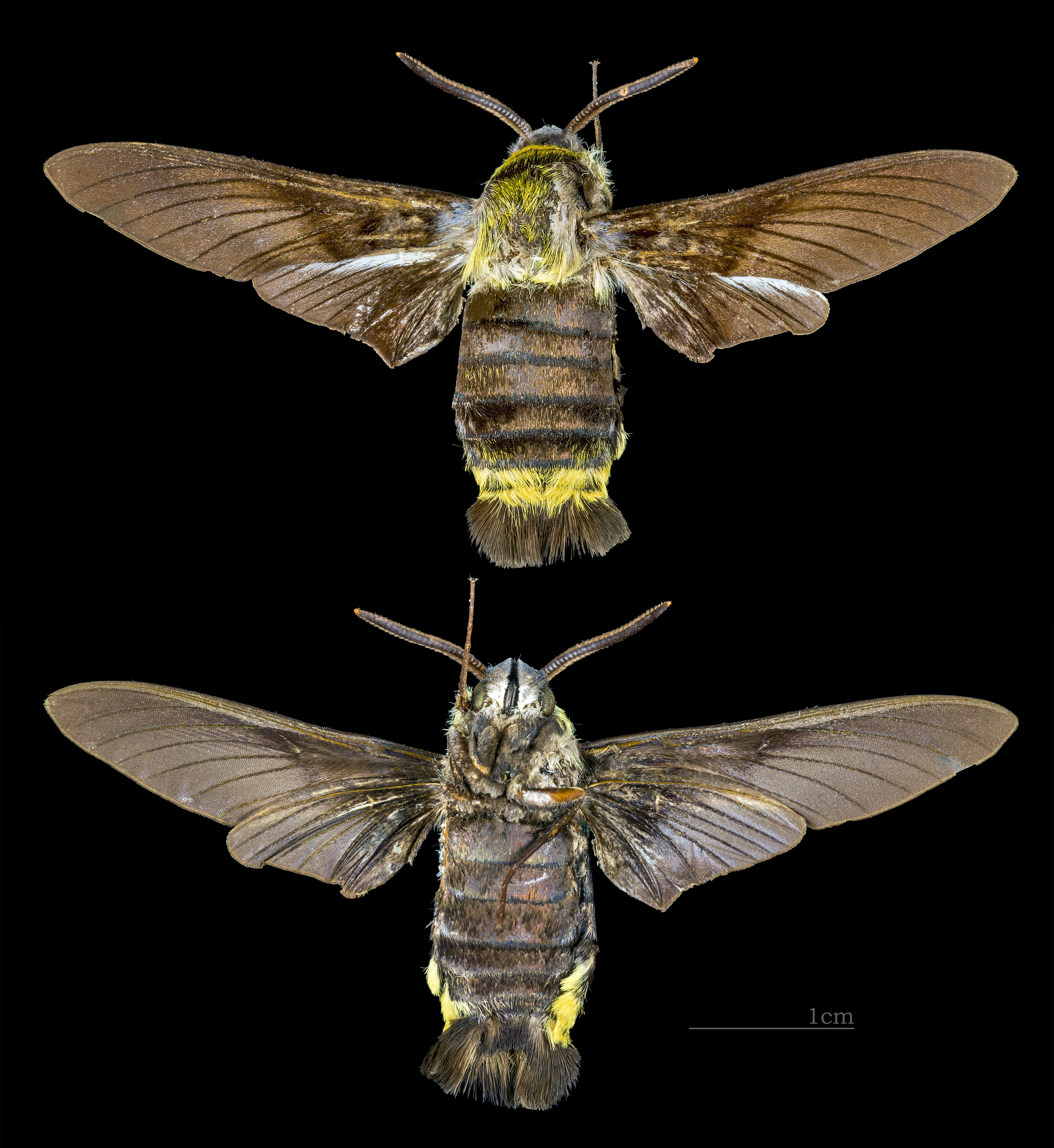
Sataspes infernalis
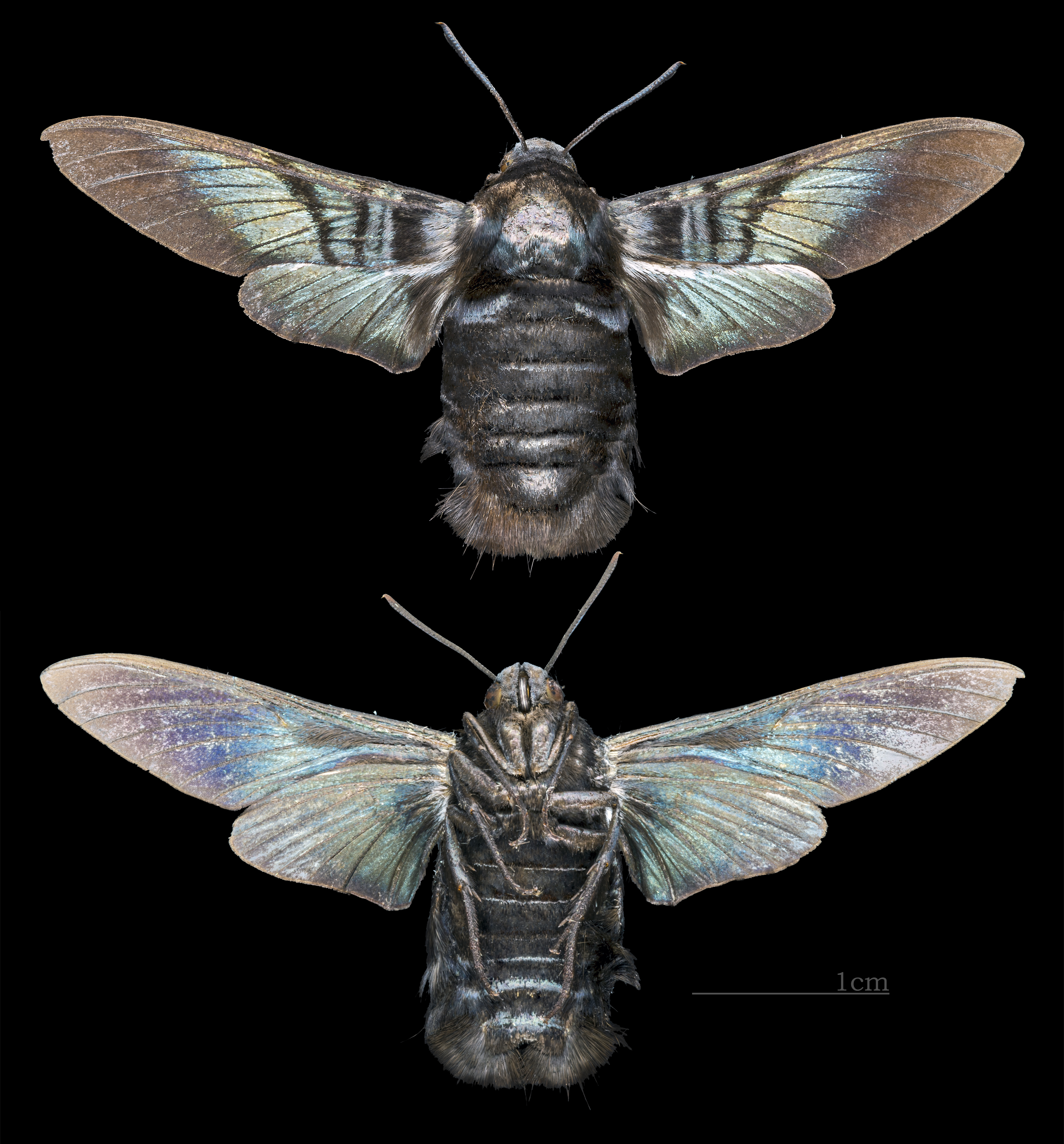
Sataspes tagalica